# Щединги
Щединги (на немски: Stedinger, Städing, мн. ч. Stedinge – жители на крайбрежието, от древносаксонското stat-Gestade – крайбрежие) е наричано някогашното население на историческия регион Щединген, западно от Бремен в Долна Саксония, Германия.
През 13 век те създават първата Селска република. През 1233 и 1234 г. се води Щедингската война на архиепископство Бремен против щедингите и Щедингската селска република. Щедингите са победени.